# Converses de Salamanca
Les Primeres Converses sobre Cinema Espanyol, també conegudes com a Converses de Salamanca, van ser unes jornades organitzades pel director de cinema Basilio Martín Patino en aquesta ciutat des del 14 al 19 de maig de 1955, a les quals van acudir crítics, directors, representants del sector intel·lectual, organismes d'Estat… amb l'objectiu de fer una reflexió sobre els diferents corrents cinematogràfics que estaven tenint lloc a Espanya a partir de la Guerra Civil. Va ser un dels pocs casos a Espanya en els quals la indústria del cinema es reunia per a analitzar el seu funcionament i estructura, així com la seva situació creativa, amb l'excepció del Congrés Hispanoamericà de Cinematografia, celebrat a Sevilla en el marc de l'exposició Iber-americana de 1929.

## Precedents
En els anys 50 van entrar en col·lisió dues generacions de cineastes: d'una banda, la d'aquells que portaven diversos anys en la indústria i per un altre, els acabats de sortir del Institut de Recerques i Experiències Cinematogràfiques. La producció dels primers es basava sobretot en pel·lícules folklòriques, d'inspiració històrica, adaptacions literàries… però acusades de “artificials” i “encartronades” i de mancar de crítica social, i en són exemples Locura de amor (1948) i Agustina de Aragón (1950), ambdues de Juan de Orduña i que tractaven, respectivament, la història de Joana I de Castella i la resistència espanyola davant les tropes de Napoleó, dos temes icònics del franquisme, juntament amb altres de temàtica religiosa com La fe (1947), de Rafael Gil.
Mentrestant, els segons propugnaven un model de cinema més actual i realista, que fora un veritable testimoniatge dels problemes que ocorrien en la Espanya dels 50. L'estrena de Surcos (1951), de José Antonio Nieves Conde, va suposar l'evidència d'aquest xoc de mentalitats. S'hi narrava la història d'una família que es trasllada del camp a la ciutat de Madrid amb la finalitat de poder millorar les seves condicions de vida, però es troben amb la dificultat d'haver d'adaptar-se a ella i als seus ritmes de treball. Anteriorment se li havia encarregat a Juan de Orduña que dirigís una pel·lícula sobre Cristòfor Colom i el descobriment d'Amèrica: aquest mateix any s'estrenaria Alba de América, produïda per CIFESA i amb nombroses al·lusions al sentiment d'exaltació de valors nacionals. L'en aquells dies Director General de Cinematografia i Teatre José María García Escudero va decidir que fos protegida Surcos amb premis oficials de l'Estat: l'obra de Nieves Conde es convertiria en la primera pel·lícula d'estètica neorealista a rebre l'“interès nacional”, en aquest mateix any disputat amb Alba de América. García Escudero s'havia negat a concedir l'“interès nacional" a l'obra d'Orduña perquè suposava una continuació del model cinematogràfic dels 40, mentre que la crítica a la pobresa de Surcos suposaria el canvi definitiu cap a un altre model de cinema diferent. No obstant això, García Escudero es va veure obligat a dimitir, i 12 dies després de l'abandó del seu càrrec se li acabaria traspassant l'“interès nacional” a Alba de América. 

EAquest mateix any, Luis García Berlanga i Juan Antonio Bardem van realitzar Esa pareja feliz, que va sofrir també un mal acolliment per part de la indústria. S'hi contava la història d'un matrimoni que obté com a premi d'un concurs patrocinat per una marca de sabó la possibilitat que obtenir tots els capritxos que volguessin durant 24 hores, un tema tractat des de la comèdia però que feia que es posessin en evidència altres relacionats amb les condicions de vida dels espanyols, les dificultats de l'habitatge, del treball… Per això, les ajudes estatals li van ser negades i la seva va estrenar va ser retardat fins a 1953, arran de l'èxit sense precedents en 1952 de ¡Bienvenido, Míster Marshall!, también de Berlanga (ja separat de Bardem).

## Les Converses
Basilio Martín Patino (després conegut per Nueve cartas a Berta, de 1965, i els documentals Canciones para después de una guerra -1971-, Queridísimos verdugos -1973- i Caudillo -1974-) dirigia en aquells dies el cinema club del SEU de Salamanca. Al costat de la revista Objectivo, en el consell de redacció de la qual estaven Juan Antonio Bardem i Ricard Muñoz Suay -entre altres-, ambdós ferms defensors de Surcos i l'al·lusió al neorealisme que s'hi feia, van decidir organitzar a la ciutat de Salamanca un fòrum de reflexió sobre el cinema espanyol i el seu futur, amb especial èmfasi a repassar i analitzar els corrents que van tenir lloc fins llavors per a així intentar llançar propostes sobre els rumbs pels quals haurien d'anar les futures produccions. La crida, signada per Muñoz Suay, l'altre gran artífex de les jornades, seria difós a través de les revistes Cinema Universitario, la pròpia Objetivo, Índice i Alcalá.
D'antuvi, aquests congressos estaven orientats a estudiants, però van acabar acudint-hi els professionals més importants de la indústria del cinema de l'època. Entre les personalitats més destacades estaven García Escudero, José Luis Sáenz de Heredia, Fernando Fernán Gómez, Fernando Lázaro Carreter, Antonio del Amo, Carlos Saura, Luis García Berlanga i Bardem. El seu objectiu es trobava a actualitzar el cinema espanyol, a fer-lo més crític i que s'identifiqués més amb una realitat que no era projectada en les pantalles. Propugnaven un rebuig al cinema predominant i que l'estètica realista fos acceptada. Martín Patino, al costat de Bardem, es va encarregar de signar el següent text: 
| « | "El cinema espanyol viu aïllat; aïllat no sols del món, sinó de la nostra pròpia realitat. Quan el cinema de tots els països concentra el seu interès en els problemes que la realitat planteja cada dia, servint així a una essencial missió de testimoniatge, el cinema espanyol continua conreant tòpics coneguts (…). El problema del cinema espanyol és que (…) no és aquest testimoni que el nostre temps exigeix a tota creació humana". | » |

Va tenir lloc un homenatge a ¡Bienvenido Míster Marshall! (Luis García Berlanga, 1953) i a El lladre de bicicletes (Vittorio de Sica, 1948) en les projeccions, a més de l'estrena de Muerte de un ciclista, de Bardem. Aquest últim va resumir a manera de conclusió de l'exposat en les jornades la realitat del cinema nacional en un famós quintet: 

“El cinema espanyol és: Políticament ineficaç.

Socialment fals.

Intel·lectualment ínfim.

Estèticament nul.

Industrialment raquític”. 

Els assistents sostenien que es tractava d'un cinema pobre, per la qual cosa interessava que es realitzés aprofitant els baixos pressupostos. A més, havia de conformar-se un cinema nacional capaç de trencar amb l'aïllament internacional d'Espanya, per la qual cosa era imprescindible que en les pel·lícules s'apel·lés, a més de la tradició realista, al humanisme. Es va decidir finalment que calia que tant les produccions com el panorama cinematogràfic espanyol en general complissin les següents característiques, partint de la base de l'imprescindible que era el reconeixement del valor cultural del cinema com a mitjà d'expressió contemporani:
- El cinema havia de reflectir la situació per la qual estava passant l'home espanyol, els seus conflictes i la seva realitat tant en èpoques anteriors als anys 50 com en aquestes, posant especial èmfasi en el context social d'aquesta dècada.
- L'Estat havia de plantejar una política congruent amb els seus principis, en el sentit que les ajudes econòmiques s'efectuessin sobre pel·lícules de qualitat artística, sent aquestes les que haurien de rebre l'“interès nacional”: la “qualitat artística” i l'“interès nacional” haurien de ser entesos com a sinònims.
- Calia la determinació clara de quins temes i/o assumptes eren els “inabordables”: s'exigia l'acord d'unes regles més precises per a fixar els veritables límits del “censurable”, però prou àmplies perquè es puguin arribar a afrontar els temes més transcendentals. A més demanaven que la censura no fes distincions entre el cinema nacional i l'estranger. La censura moral només podria exercir-la l'Església docent, i cap organisme oficial estaria autoritzat per a canviar-ne els dictàmens.[8]
- D'altra banda, s'exigia la necessitat d'una crítica “honrada i lliure” i la creació de la Federació de Cineclubs.[10]

## Balanç/Repercussió posterior
A curt termini, aquestes jornades van resultar ineficaces en un principi, ja que les autoritats continuarien actuant com ho feien abans: no es va canviar cap disposició legal. Encara que les Converses calessin en els ambients intel·lectuals, universitaris i artístics i les seves peticions fossin secundades per la crítica estrangera (ja que algunes pel·lícules van tenir èxit en uns certs festivals internacionals), tan sols dos anys després, el Ministeri va intervenir en el guió de Los jueves, milagro (1957), de Luis García Berlanga, en la que es feia una paròdia sobre la devoció religiosa a través de la història d'un grup d'habitants del poble de Fuentecilla, que organitzaven l'aparició d'un sant (concretament Sant Dimes) per poder atreure turisme i així augmentar els ingressos del lloc. El pare Garáu, un dels censors, va col·laborar en la reescriptura del guió de Berlanga, la qual cosa va implicar que es canviés més de mitja pel·lícula respecte de l'original.
Tanmateix, les conclusions obtingudes de les Converses generarien a llarg termini una veritable resposta de renovació. Aquestes, juntament amb unes altres també tractades, com les reflexions sobre l'ordenació jurídica del cinema, els contractes laborals, les coproduccions, la crítica periodística, la situació monopolística en la que es trobaven el noticiari oficial del NO-DO, la sol·licitud de beques i la necessitat d'un professorat de qualitat per la IIEC(així com la potenciació de l'ensenyament cinematogràfic com a tal) sí que van ser posades en pràctica en major o menor mesura pel règim quan, cap a 1962, l'en aquells dies Ministre d'Informació i Turisme Manuel Fraga Iribarne va retornar a García Escudero el càrrec de Director General de Cinematografia. A més, els canvis de naturalesa aperturista en la política cultural d'Espanya proposats per Fraga van propiciar l'aparició de nous artistes, ja que el seu objectiu general estava en el fet que el país s'adaptés a les tendències europees (incloses les més avantguardistes).
De l'esmentada II Escola de Cinema (anteriorment coneguda com Escola Oficial de Cinema o EOC), la direcció del qual recauria sobre Carlos Saura, van sortir els cineastes que major repercussió tindrien sobre la producció de les dècades dels 60 i 70, ja que en les seves obres s'anirien introduint elements procedents del llenguatge cinematogràfic modern, donant lloc al corrent conegut com “Nou cinema espanyol”, encapçalada per pel·lícules com Del rosa al amarillo (1963), de Manuel Summers; La tía Tula (1964), de Miguel Picazo; La caza (1965), del propi Saura; l'esmenada Nueve cartas a Berta (1965), de Martín Patino; El espíritu de la colmena (1973), de Víctor Erice; o Furtivos (1975), de José Luis Borau. n termes generals, es tractava de produccions en les quals es tractaven temes relacionats amb les inquietuds de la joventut, la crítica a la cotidianeidad, la frustració que produeix la falta de llibertat, els vincles familiars deteriorats… recorrent a un llenguatge a vegades el·líptic i amb nombroses segones lectures, la qual cosa feia que la censura anés més permissiva amb elles.